# Биомаркер

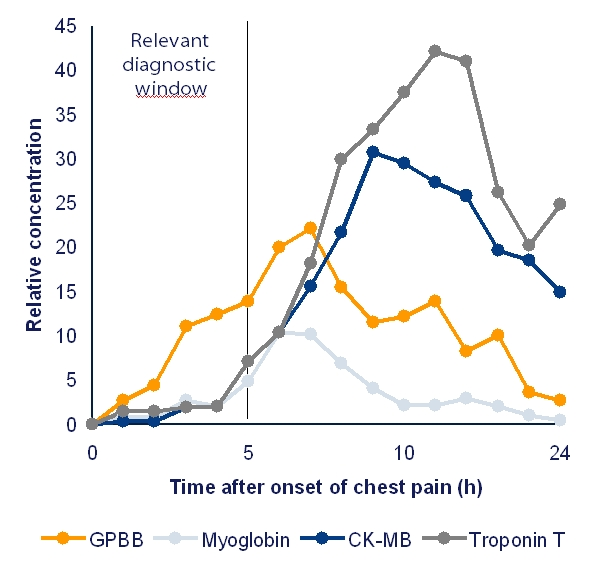
Изменение во времени концентрации биомаркеров состояния сердца

Биома́ркер — характеристика (биологический признак), которая используется в качестве индикатора состояния всего организма.

## Общая информация
Понятие биомаркера было предложено в 2001 году Национальным институтом здоровья США. Оно формулировалось как характеристика, которую можно объективно измерить и которая может служить в качестве индикатора физиологических и патологических биологических процессов или фармакологических ответов на терапевтическое вмешательство.
К наиболее известным биомаркерам относятся, видимо, такие давно используемые характеристики, как температура тела, кровяное давление, частота пульса.
В настоящее время понятие биомаркеров достаточно широко. В генетике, например, это последовательности ДНК или РНК, которые ассоциированы с развитием заболевания (связаны с восприимчивостью к болезни или вызывают заболевание). Биомаркерами являются все результаты медицинских анализов. Иллюстрацией последнего могут быть исследования плазмы крови на наличие белков-биомаркеров аутизма.
Биомаркеры могут представлять собой вещество, чьё обнаружение указывает на конкретное болезненное состояние или присутствие чужеродных организмов. Так, специфические антитела указывают на конкретную инфекцию.
Биомаркером может быть вещество, которое специально вводят в организм. Например, изотоп хлорида рубидия для оценки кровотока при рентгеноскопии.
Несмотря на обилие существующих биомаркеров для диагностики состояния здоровья, постоянно существует потребность в разработке их новых видов, которые могли бы применяться в диагностике и лечении сложных заболеваний.

## Основные решаемые задачи
Использование биомаркеров позволяет решать следующие основные задачи:
- Оценка текущих физиологических процессов в организме.
- Прогнозирование индивидуального риска заболеваний.
- Выявление заболеваний, оценка эффективности лечения и его исхода.
- Определение негативных факторов внешней среды.
- Разработка новых лекарственных средств.

## Классификация биомаркеров
В настоящее время не существует единой общепринятой системы классификации биомаркеров. Тем не менее, в зависимости от конкретных потребностей, их систематизируют по разным признакам. В общей клинической практике распространена классификация по следующим типам:
- 0 тип — биомаркеры, указывающие на наличие заболевания и связанные с ним клинические проявления;
- I тип — маркеры, связанные с лечебным эффектом и механизмом действия препаратов;
- II тип — маркеры, позволяющие предсказать исход заболевания и эффективность лечения.

Кроме того, их объединяют в группы, характеризующие специфическое состояние организма, например, биомаркеры старения.